# Wietnamska Strefa Zdemilitaryzowana

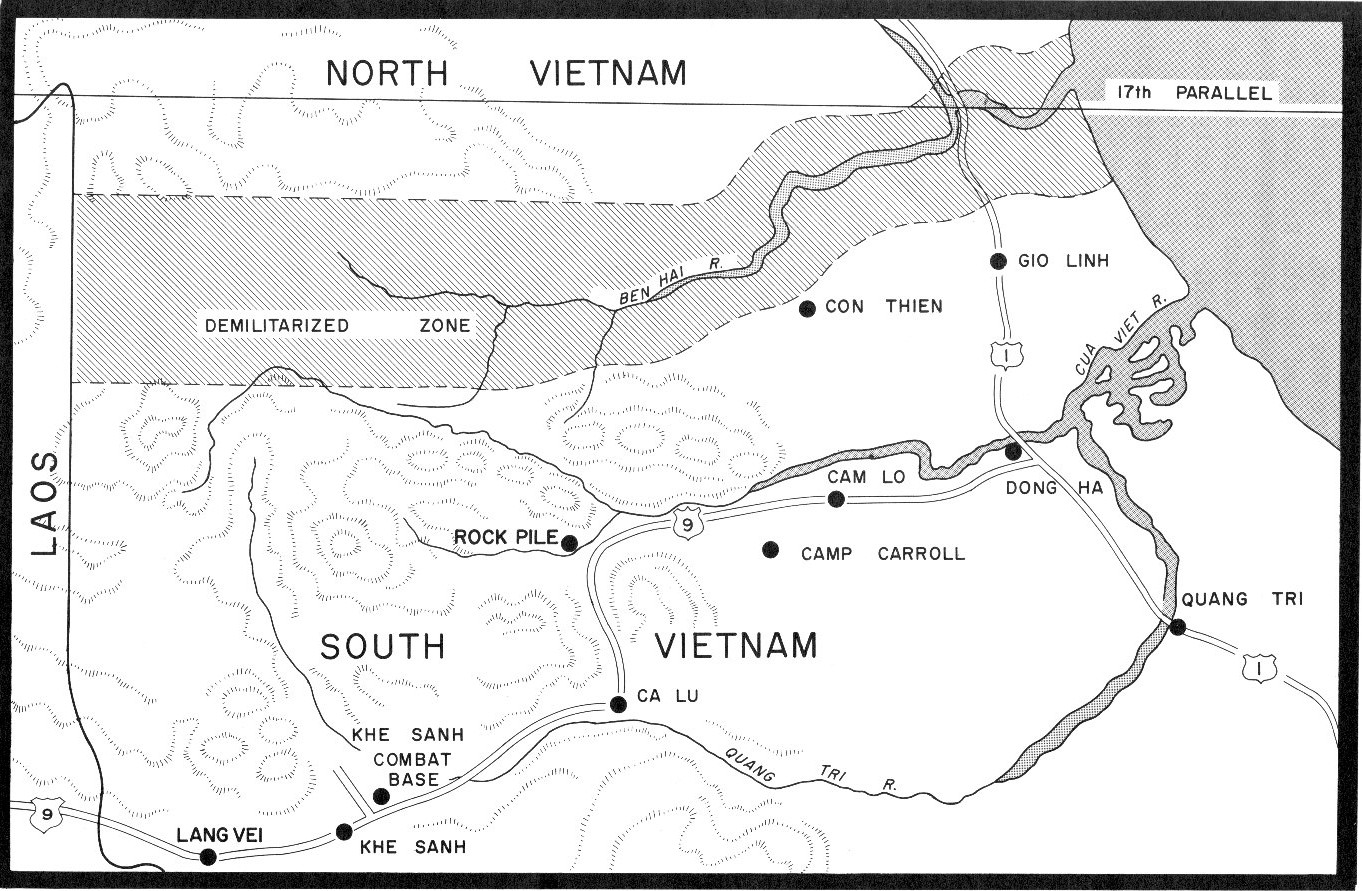
Mapa Wietnamskiej Strefy Zdemilitaryzowanej

Wietnamska Strefa Zdemilitaryzowana −  strefa zdemilitaryzowana oddzielająca Wietnam Południowy od Północnego, ustanowiona w 1954 roku na konferencji genewskiej kończącej I wojnę indochińską w 1954 roku.
Wietnamska Strefa Zdemilitaryzowana przebiegała w przybliżeniu wzdłuż równoleżnika 17° szerokości geograficznej północnej, obecnie w centralnej części Wietnamu, ok. 100 km na północ od miasta Huế. Strefa tworzyła pas ziemi o długości ok. 100 i szerokości ok. 10 kilometrów. Strefę wytyczono po obu stronach linii demarkacyjnej, której początek znajdował się u ujścia rzeki Bến Hải do Morza Południowochińskiego. Linia demarkacyjna biegła dalej w górę rzeki przez ok. 55 km, po czym kierowała się do granicy Laosu.
Głównym przejściem granicznym w strefie zdemilitaryzowanej był Most Hiền Lương.